# Erv Kanemoto
Erv Kanemoto (Utah, 7 maggio 1943) è un dirigente sportivo statunitense è stato un meccanico prima e proprietario in seguito di una squadra di motociclismo che corse nel motomondiale tra gli anni '80 ed il 2002.

## Biografia
Figlio di un agricoltore, ha debuttato ancora bambino nelle corse di barche a motore preparate dal padre per poi cominciare a preparare lui stesso i motori del kart con il quale gareggiava la sorella.
Ingaggiato dalla Kawasaki nel 1968, si è fatto conoscere come meccanico del pilota Gary Nixon, vincitore del campionato nazionale di velocità statunitense nel 1973. La moto era la Kawasaki H2R, una tre cilindri due tempi di 750 centimetri cubici derivata dalla serie.
Quando - nel 1979 - Nixon si ritira, Kanemoto si associa al giovane e promettente pilota di velocità Freddie Spencer col quale vince il campionato nazionale USA nella classe 250 su Yamaha. Dopo aver lavorato tutta la stagione 1980 al fianco di Spencer si trasferisce quindi in Europa come capomeccanico della Yamaha YZR 500 di Barry Sheene, già campione del mondo classe 500 nelle stagioni 1976 e 1977 su Suzuki. La stagione si conclude con una vittoria e un quarto posto finale nella classifica mondiale.
Nel 1983 arriva la massima consacrazione del motociclismo di velocità, il titolo mondiale in 500 con Spencer, passato anche lui nel campionato del mondo. La moto è la Honda NS 500 tre cilindri due tempi. Ma il suo risultato più noto è probabilmente il doppio campionato del mondo vinto sempre come meccanico di Freddie Spencer in seno alla squadra corse ufficiale Honda nel 1985, quando il pilota della Louisiana vince le classi 250 e 500. Questo doppio successo, già realizzato prima di allora (per esempio da Giacomo Agostini) è stato eguagliato in seguito dal solo Jorge Martínez su Derbi, campione del mondo 80 e 125 cc nel 1988.
Erv Kanemoto fonda quindi la sua squadra omonima (Kanemoto Racing) e nel 1989 ottiene un ulteriore titolo nella classe regina con Eddie Lawson su Honda. Sempre con Honda nel 1991 e nel 1992 vince il campionato del mondo di velocità nella classe 250 con Luca Cadalora come pilota; nel 1997 ancora un altro titolo in 250 con Max Biaggi su Honda.